# 長回し
長回し（ながまわし）は、カットせずに長い間カメラを回し続ける映画の技法。

## 概要
どのくらいの時間回し続けていれば長回しと呼ぶのか、というような明確な定義はないが、分単位で連続していれば長回しと言い得る。カットせずにカメラを回し続けることにより、役者の緊張感や映像の臨場感を維持し続けることができるという効果がある。
一つの映画の中でここぞという時に使うことが多いが、中にはその緊張感や持続性に惹かれ、長回しを多用する作家もいる。アンドレイ・タルコフスキー、テオ・アンゲロプロス、タル・ベーラ、溝口健二、相米慎二がその代表だが、アンゲロプロスやタル・ベーラに至っては長回し以外のカット（ショット）がほとんどないほど徹底されており、両名の作品を特徴づけるものとなっている。
また、アルフレッド・ヒッチコックは自身の作品『ロープ』で、作品全編を一つのカットで撮影するという究極の長回し撮影を敢行している。ただし、当時使用されていた35ミリのフィルムのワン・リールは10分しかなかったため、繋ぎ目でそれとわからないような巧妙な編集を行っている。しかし、デジタルシネマではフィルム長の制限が無いため約10分という制約もなくなり、アレクサンドル・ソクーロフの『エルミタージュ幻想』（2002年）では約90分間の全編がワンカットで撮影され、以降この作品を嚆矢として全編がワンカットで撮影された作品が続出している（en:one shot (film)も参照）。
ロバート・アルトマン監督の『ザ・プレイヤー』（1992年）では、冒頭から映画製作者が「『黒い罠』（1958年）の長回しが凄い」や「『ビギナーズ』（1986年）の長回しが凄い」など、長回しに関する議論をしながら、この映画本編でも8分6秒間の長回しを行うという試みがなされている。柳町光男監督の『カミュなんて知らない』（2006年）では、その『ザ・プレイヤー』に似た6分40秒の長回しがトップシーンで行われ、長回しの間に「『黒い罠』のトップシーンが3分30秒、相米慎二の『ションベン・ライダー』が6分30秒、『ザ・プレイヤー』が8分ちょうど。『ザ・プレイヤー』の8分はよく見ると2カットで撮っていて、編集で1カットに見えるようにしている」という、『ザ・プレイヤー』と同じようなシーンが出る。
他に長回しが話題となったものに『スネーク・アイズ』（1998年）、『トゥモロー・ワールド』（2006年）、『ヴィクトリア』（2015年）、『カメラを止めるな!』（2018年）などがある。『バードマン あるいは（無知がもたらす予期せぬ奇跡）』（2014年）、『1917 命をかけた伝令』（2019年）のように撮影・編集技術を駆使し長時間の長回しに見せている作品もある。
長回しの対となる用語は特に存在しないが、逆に長回しはあまり使わず、大部分を短いカットで繋ぐ作風の主もいる。日本では岡本喜八が有名であり、ほとんどの映画が600カット以上、平均で10秒に満たないカットで構成されている。市川崑もカットの短さで知られる監督である。

## 長回しが特徴的な監督の一例
- テオ・アンゲロプロス
- タル・ベーラ
- アンドレイ・タルコフスキー
- ミケランジェロ・アントニオーニ
- ロバート・アルトマン
- ヴィム・ヴェンダース
- クエンティン・タランティーノ
- デヴィッド・リンチ
- ジャン＝リュック・ゴダール
- ブライアン・デ・パルマ
- マーティン・スコセッシ
- ギャスパー・ノエ
- 村川透
- 溝口健二
- 相米慎二
- ポール・トーマス・アンダーソン
- ホウ・シャオシェン
- スタンリー・キューブリック
- アルフレッド・ヒッチコック
- ジム・ジャームッシュ
- 三谷幸喜
- アルフォンソ・キュアロン
- ジャン＝ピエール&リュック・ダルデンヌ
- ルキノ・ヴィスコンティ
- マックス・オフュルス
- ジャン・ルノワール
- ジャック・リヴェット
- アレクサンドル・ソクーロフ
- ミヒャエル・ハネケ
- ミクローシュ・ヤンチョー
- オーソン・ウェルズ
- ジャ・ジャンクー
- カール・テオドア・ドライヤー
- ツァイ・ミンリャン
- ジョセフ・W・サルノ
- アスガル・ファルハーディー
- 田口清隆